# Bietigheim-Bissingen
Bietigheim-Bissingen je německé velké okresní město nacházející se 19 km severně od Stuttgartu a 20 km jižně od Heilbronnu v zemském okrese Ludwigsburg ve spolkové zemi Bádensko-Württembersko. Po okresním městě je druhé největší v okrese. V roce 2015 v něm žilo 42 968 obyvatel. Leží na řece Enz, nedaleko soutoku s Neckarem.

## Osobnosti
- Heiko Maile, Marcus Meyn a Oliver Kreyssig, členové popové skupiny Camouflage
- Matthias Ettrich (* 1972), tvůrce KDE
- Bernd Leno (* 1992), fotbalový brankář, chytal za Bayer 04 Leverkusen, Arsenal FC a německou reprezentaci
- Ottmar Mergenthaler (1854–1899), tvůrce sázecího stroje Linotype, před emigrací do USA se tu čtyři roky učil hodinářem